# Rito di Memphis-Misraim

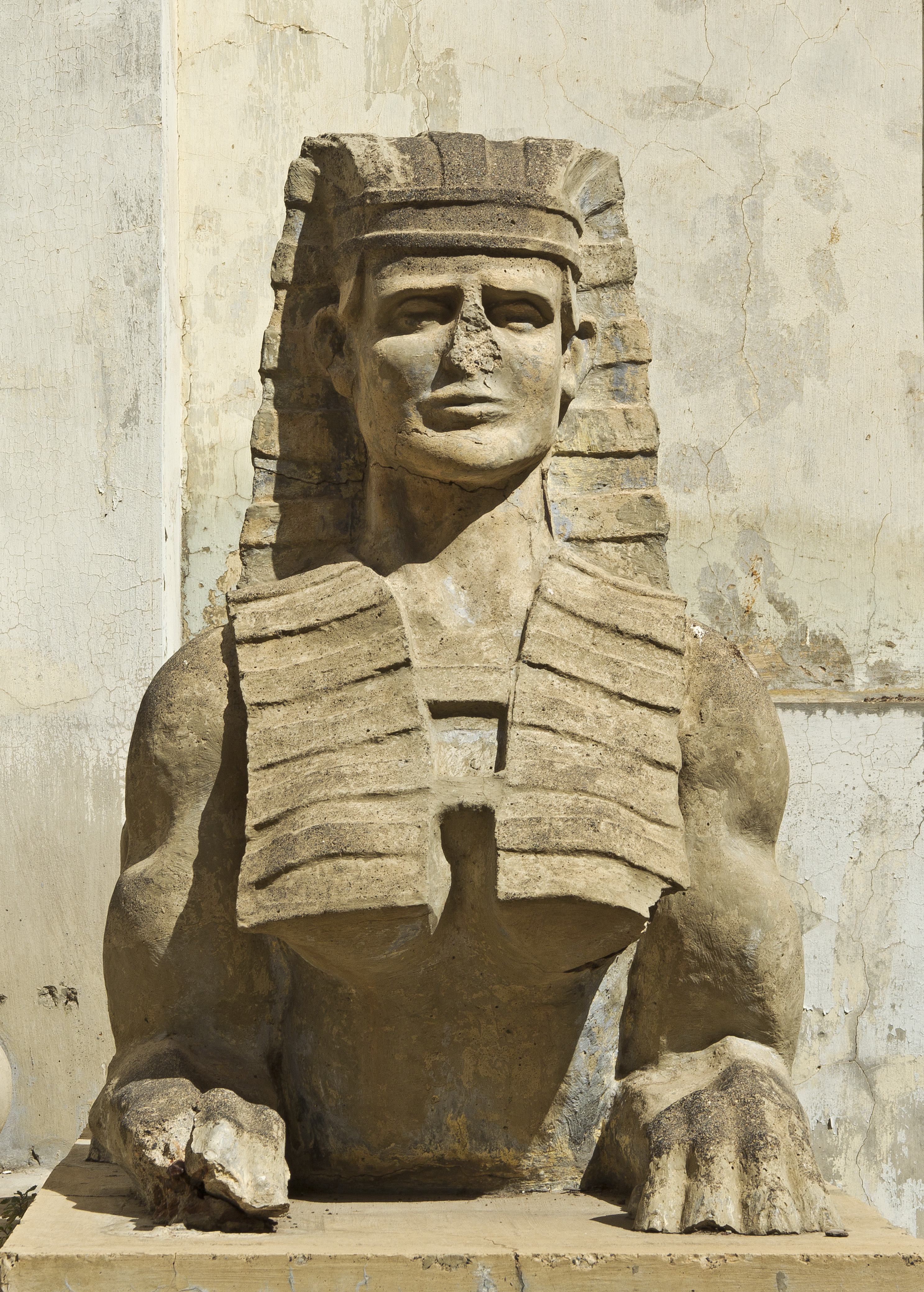
Scultura di una Sfinge davanti al tempio massonico di Santa Cruz de Tenerife, nelle Isole Canarie.

Il Rito Antico e Primitivo di Memphis-Misraïm è un rito massonico che combina la spiritualità esoterica con ideali umanitari. Creato a Napoli nel settembre 1881, è nato dalla fusione di due distinti sistemi massonici: il Rito di Misraïm, istituito a Venezia alla fine del XVIII secolo e portato in Francia nel 1814 dai fratelli Bédarride, e il Rito di Memphis, fondato da Jacques-Étienne Marconis de Nègre nel 1838. Questo rito è comunemente conosciuto come "Massoneria Egizia" per il suo ampio utilizzo di filosofia Ermetismo e simbolismo egizio nel sistema dei gradi e nei rituali.
Inizialmente guidato da Giuseppe Garibaldi, il leader militare dell'unificazione italiana, come primo Gran Ierofante, il rito ha sviluppato una presenza internazionale sotto i successivi leader, tra cui John Yarker (1902–1913) e Theodor Reuss (1913–1923). Sebbene la governance internazionale centralizzata sia cessata dopo la morte di Reuss, le organizzazioni nazionali hanno continuato in modo indipendente, specialmente in Francia. Qui, sotto Gran Maestri successivi, tra cui Jean Bricaud, Constant Chevillon e in particolare Robert Ambelain – che riformò significativamente i rituali nel 1960 – il rito ha mantenuto e sviluppato la sua tradizione distintiva.
Il rito è caratterizzato da un elaborato sistema di gradi, storicamente variabile da 90 a 99, sebbene molti di questi siano onorari. Esso enfatizza sia lo studio esoterico che il progresso sociale, combinando lo sviluppo spirituale attraverso insegnamenti ermetici e cabala con ideali umanitari. Attraverso vari scismi e riorganizzazioni, il rito mantiene oggi logge attive in diversi paesi sotto differenti obbedienze, tra cui il Grande Oriente di Francia dal 1862.

## Riconoscimento da parte della Massoneria tradizionale
Il Rito di Memphis-Misraïm ha una vasta presenza nel mondo massonico, essendo praticato da vari tipi di Grandi Logge che rappresentano sia le tradizioni conservative che quelle liberali della Massoneria. Diverse Grandi Logge riconosciute dalla Gran Loggia Unita d'Inghilterra (UGLE) incorporano questo rito nel loro lavoro,. Il rito è anche attivamente praticato nelle logge sotto il Grande Oriente di Francia (GODF) e in varie Grandi Logge che mantengono il riconoscimento con il GODF. Inoltre, numerose organizzazioni membri del CLIPSAS (Centro di Collegamento e Informazioni delle Potenze Massoniche Firmatarie dell'Appello di Strasburgo) hanno abbracciato questo rito. La sua pratica si estende oltre questi principali corpi massonici, comprendendo numerose Grandi Logge indipendenti in tutto il mondo, mostrando la sua ampia adozione in entrambe le branche conservative e liberali della Massoneria.

## Storia

### Origini e Fondamenti Filosofici

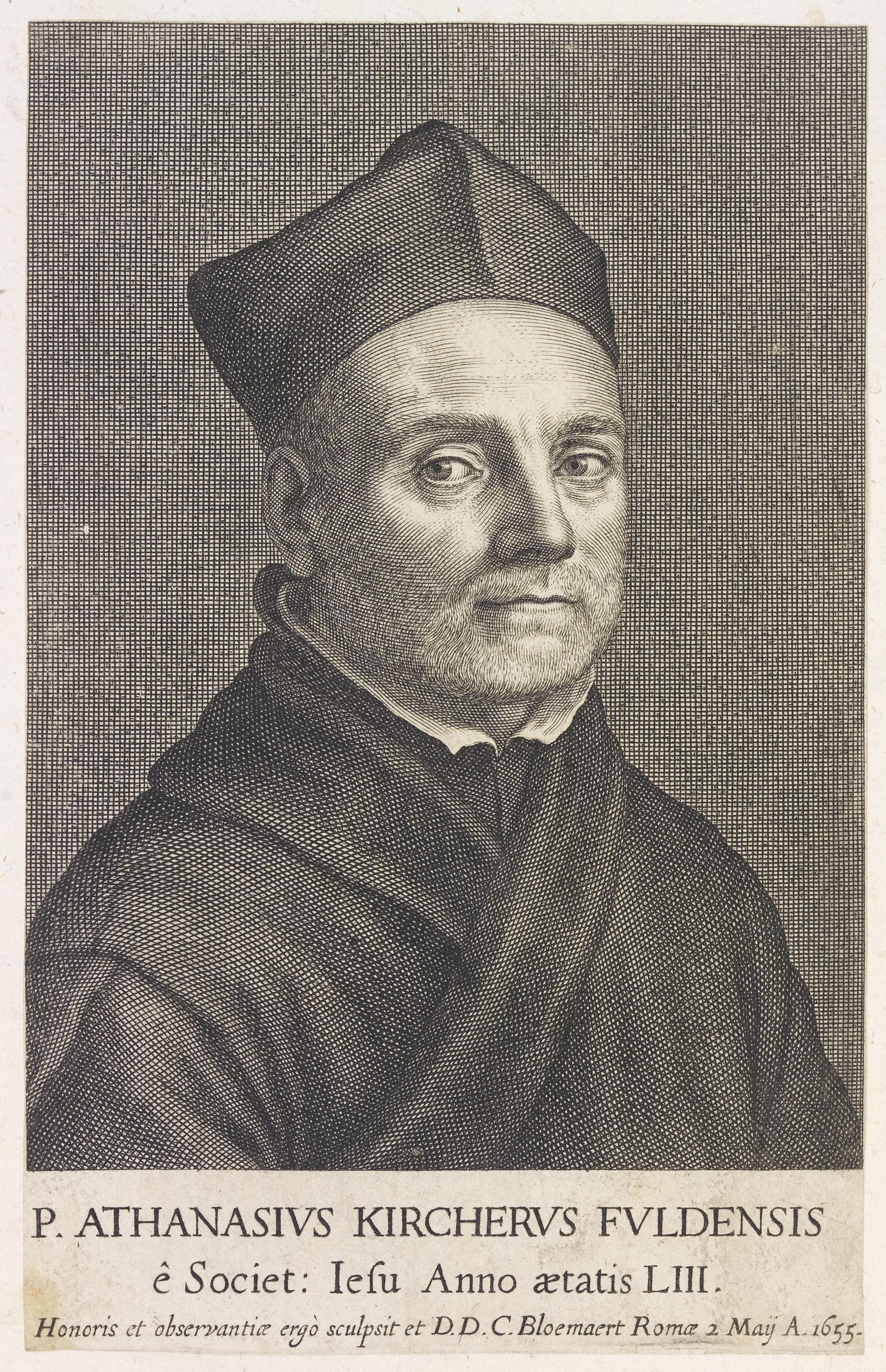
Athanasius Kircher, egittologo e autore di "Oedipus aegyptiacus" nel 1652.

I riti massonici egiziani, con una storia che si estende per oltre 200 anni, rivendicano la discendenza da un Rito Primitivo presumibilmente praticato a Parigi nel 1721, sebbene questa genealogia non sia mai stata storicamente verificata. Tracciano anche la loro eredità al Rito Primitivo dei Filadelfi, istituito a Narbonne nel 1779. La complessità storica di questi riti deriva dalle loro caratteristiche uniche: la legittimità massonica è stata trasmessa principalmente attraverso "Licenze" di autorita, i vertici venivano nominati a vita fino al 1998, e il loro status di minoranza all'interno della Massoneria globale ha portato a una documentazione relativamente scarsa rispetto ad altre tradizioni massoniche.
In Italia, la massoneria Egizia, nella sua struttura e nei suoi gradi superiori noti come Arcana Arcanorum, trova una delle sue principali fonti nell'Ordine Osirideo Egizio, attivo a Napoli sin dal XVIII secolo. Questo Ordine, attraverso la trasmissione di conoscenze ermetiche, alchemiche e teurgiche, influenzò profondamente la formazione del Rito, integrando elementi della tradizione egizia e pitagorica.

### Prime Influenze Esoteriche
Alla fine del XVIII secolo in Francia emersero diversi riti e ordini iniziatici, ognuno dei quali rivendicava l'eredità di antiche correnti misteriche non massoniche. Gli Architetti Africani apparvero nel 1767, seguiti dal Rito Primitivo dei Filadelfi nel 1780, dal Rito dei Perfetti Iniziati d'Egitto nel 1785, dal Sacro Ordine dei Sofisiani nel 1801 e dagli Amici del Deserto nel 1806. Queste organizzazioni traevano ispirazione da quello che definivano la "tradizione egizia," sintetizzando varie comprensioni contemporanee della saggezza antica.
La fondazione intellettuale di questi riti si basava su diversi testi influenti, tra cui "Sethos" (1731) di Abbé Jean Terrasson, "Oedipus aegyptiacus" (1652) di Athanasius Kircher e "Le Monde primitif" (1773) di Antoine Court de Gébelin. Queste opere erano arricchite da elementi della Cabala giudeo-cristiana, dell'Ermetismo neoplatonico e di varie tradizioni esoteriche e cavalleresche.

### Il Rito di Misraïm

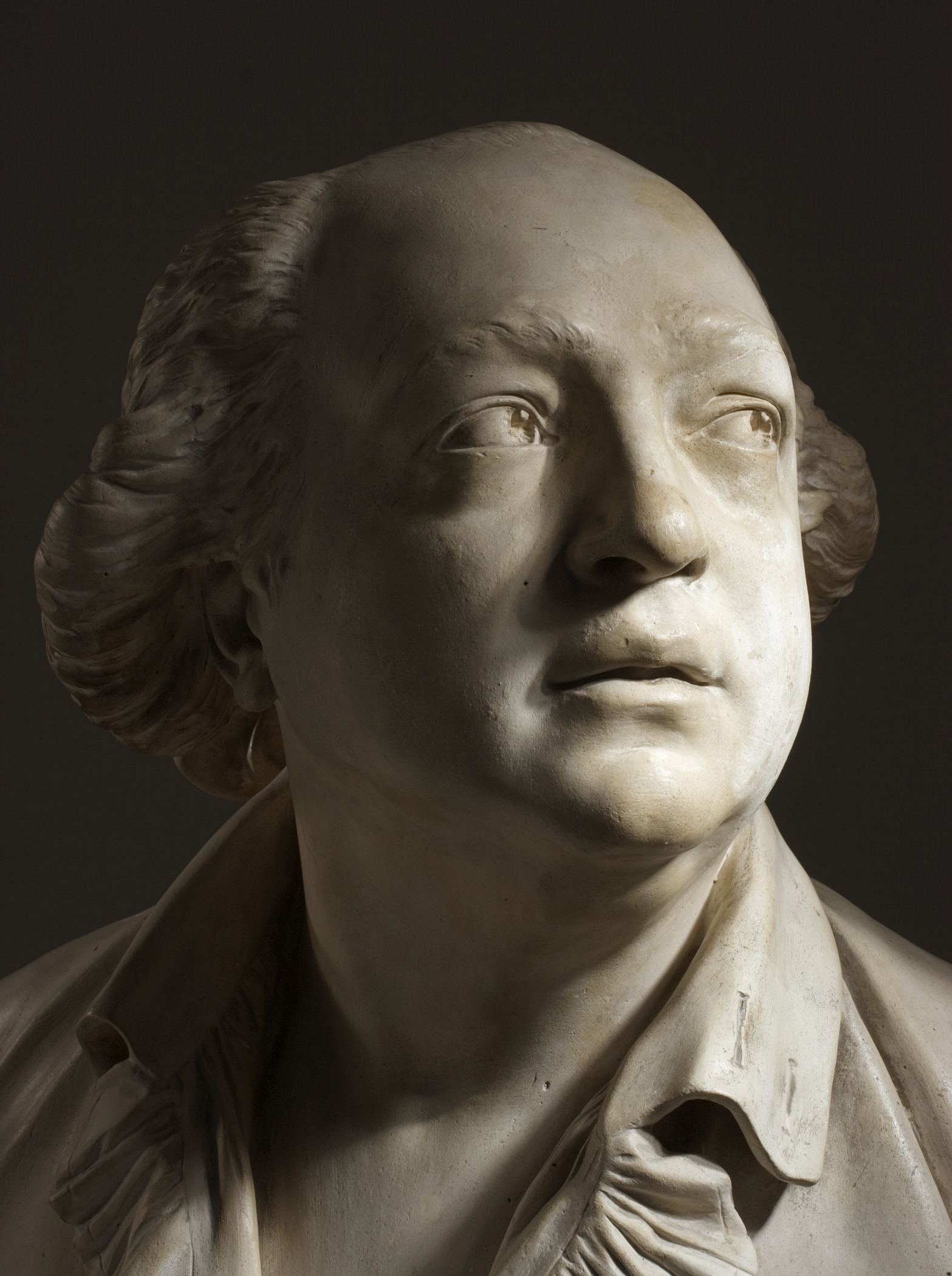
Ritratto di Giuseppe Balsamo, conosciuto come Alessandro Cagliostro – fondatore di un rito negli anni 1780 di "Massoneria Egizia Alta".

La prima loggia francese di Misraïm documentata fu istituita a Parigi durante il periodo 1814–1815 dai fratelli Bédarride – Marc, Michel e Joseph – che erano ufficiali di medio rango nell'esercito italiano di Napoleone. Dopo aver portato il rito da Napoli, stabilirono quella che sarebbe diventata una presenza significativa nella Massoneria francese. La ricerca storica indica che il rito ebbe origine nella Repubblica di Venezia, probabilmente derivante da una patente rilasciata da Giuseppe Balsamo, meglio conosciuto come Cagliostro, prima di diffondersi attraverso le logge franco-italiane del Regno di Napoli.
Il sistema e le carte dei fratelli Bédarride ottennero il supporto di massoni prominenti, tra cui Thory e il Conte Muraire, che li collegarono con i massoni del Rito Scozzese. Tuttavia, le difficoltà finanziarie seguite alla fine dell'Impero portarono i fratelli a commercializzare il loro rito, causando l'uscita di alcuni membri che tentarono senza successo di ottenere l'ammissione al "Gran Consiglio" del Grande Oriente di Francia nel 1816.
Il rito affrontò sfide significative nel 1822, quando fu vietato dalla polizia della Restaurazione dopo essere stato usato come copertura per le reti politiche liberali e repubblicane. Le autorità chiusero circa dieci logge e confiscato molti archivi, porzioni dei quali rimangono negli Archivi Nazionali Francesi. Sebbene il rito ricevesse il permesso di ricostituirsi sotto la Monarchia di Luglio nel 1831, solo quattro logge parigine riuscirono a riformarsi.

### Il Rito di Memphis

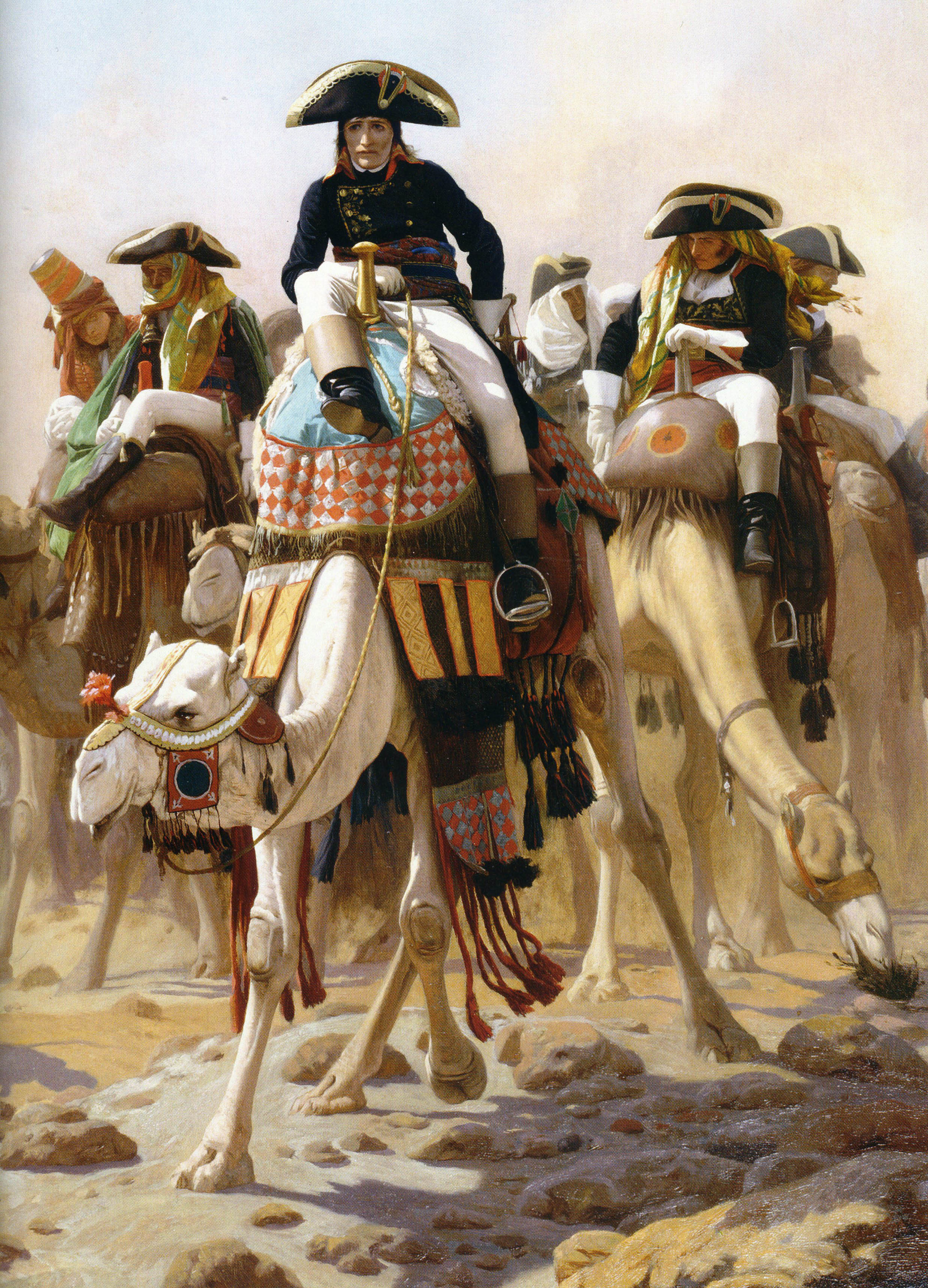
Generale Bonaparte e il suo staff in Egitto di Jean-Léon Gérôme, 1867. Fu dopo la Campagna d'Egitto che l'Egittomania si sviluppò in modo significativo nella Massoneria.

Jean Étienne Marconis de Nègre (1795–1868) istituì il Rito di Memphis poco prima del 1838, dopo essere stato espulso dal Rito di Misraïm. Come Gran Maestro e Gran Ierofante del suo nuovo ordine, Marconis sviluppò un sistema che, pur non superando mai le cinque o sei logge in Francia nel XIX secolo, si espanse con successo negli Stati Uniti, in Romania e in Egitto. Il rito incontrò opposizione nel 1841 quando, a seguito della denuncia dei fratelli Bédarride, fu vietato in Francia a causa delle sue presunte simpatie repubblicane.
Nel 1862, rispondendo alla richiesta del maresciallo Magnan per l'unità massonica in Francia, Marconis negoziò la fusione del suo rito con il Grande Oriente di Francia. Questa fusione avrebbe avuto significative implicazioni per lo sviluppo futuro del rito e la sua espansione internazionale.

### Unificazione sotto Garibaldi
Il Gran Collegio dei Riti del Grande Oriente di Francia, diventato custode del Rito di Memphis, riconobbe ufficialmente il Santuario Sovrano di Memphis negli Stati Uniti. Sotto la Gran Maestranza di Seymour, questo organismo istituì numerose logge sia all'interno degli Stati Uniti che a livello internazionale, inclusi un Santuario Sovrano per la Gran Bretagna e l'Irlanda sotto John Yarker. Un momento cruciale si verificò nel 1881, quando Yarker scambiò le carte con il Rito di Misraïm Riformato di Pessina sotto l'egida di Giuseppe Garibaldi, che divenne il Gran Ierofante dei riti unificati "Memphis e Misraïm". Dopo la morte di Garibaldi, Yarker assunse la leadership dei riti combinati.
Dopo Un'altra figura di rilievo per la massoneria egiziana in Italia fu Giustiniano Lebano, che ricoprì alte cariche nel rito di Memphis-Misraim fu una figura importante nei successivi sviluppi esoterici della penisola, influenzando Giuliano Kremmerz e i membri del Gruppo di UR.

### L'era di Papus e l'inizio del XX secolo
In Francia, il Dr. Gérard Encausse, meglio conosciuto come Papus, emerse come una figura significativa nella Massoneria esoterica alla fine del XIX secolo. Fondatore dell'Ordine Martinista e oppositore del Grande Oriente di Francia, Papus cercò di promuovere le tradizioni massoniche esoteriche. Dopo tentativi falliti di unirsi sia alla Gran Loggia Misraïmite che alla Gran Loggia di Francia, ottenne una patente da Yarker per istituire una loggia svedenborgiana. La sua influenza crebbe significativamente nel 1906, quando Yarker lo autorizzò a costituire una Gran Loggia, e nel 1908, Théodore Reuss gli permise di fondare la loggia "Humanidad", che divenne il Rito Orientale Antico e Primitivo di Memphis-Misraïm in Francia.
Sotto la guida di Papus, una successione di figure notevoli guidò il rito nel corso del XX secolo. Teder (Charles Détré) fu Gran Maestro dal 1916 al 1918, seguito da Jean Bricaud dal 1918 al 1934. Constant Chevillon assunse quindi la leadership fino al suo tragico assassinio da parte della Milizia Francese nel 1944. Henri-Charles Dupont guidò successivamente l'ordine dal 1945 al 1960.

### Il Periodo Ambelain

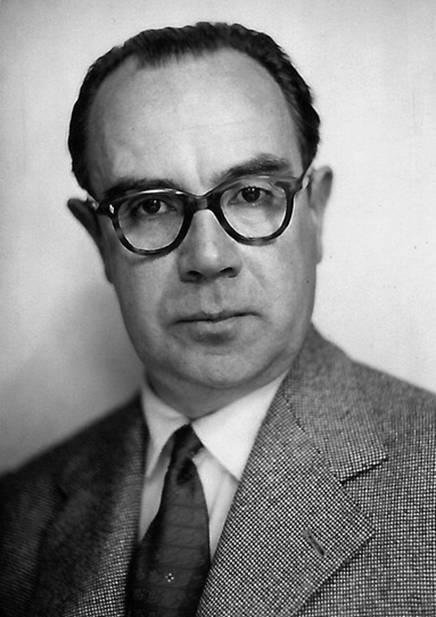
Robert Ambelain assunse la leadership del rito nel 1960 e riformò profondamente i suoi rituali.

Una trasformazione significativa del rito avvenne sotto la guida di Robert Ambelain, che assunse la direzione nel 1960. Ambelain intraprese una riforma completa dei rituali e rinominò la sua obbedienza "Gran Loggia di Francia del Rito Antico e Primitivo di Memphis-Misraïm." Il suo mandato segnò un periodo di sostanziale sviluppo e sistematizzazione delle pratiche del rito. Nel 1985, Ambelain trasmise la sua successione a Gérard Kloppel, iniziando una nuova fase nella storia del rito.

### Lo Scisma del 1998 e lo Sviluppo Contemporaneo
La dissoluzione della Gran Loggia di Francia del Rito Antico e Primitivo di Memphis-Misraïm iniziò a prendere forma nel 1995. Diversi problemi fondamentali contribuirono a questa frammentazione, tra cui i dibattiti sull'integrazione di genere nelle logge, l'indipendenza dei laboratori dei primi tre gradi da quelli dei gradi superiori, le nomine a vita dei leader e la distinzione tra rito e obbedienza. Queste tensioni culminarono in una crisi significativa dopo la creazione di un "cammino" egiziano misto nel 1997.
La rottura definitiva avvenne il 24 gennaio 1998, quando l'obbedienza si divise in due rami. Una fazione formò la Gran Loggia Simbolica di Francia sotto la leadership di Georges Claude Vieilledent, mentre l'altra rimase fedele a Gérard Kloppel prendendo il nome di Gran Loggia Maschile di Francia di Memphis-Misraïm. Dopo questa divisione, Kloppel istituì la Gran Loggia Tradizionale di Memphis-Misraïm ma si dimise successivamente il 5 maggio 1998, trasferendo i suoi poteri a Cheikna Sylla. La Gran Loggia originale di Francia del Rito Antico e Primitivo di Memphis-Misraïm fu infine dissolta dal tribunale di Créteil.

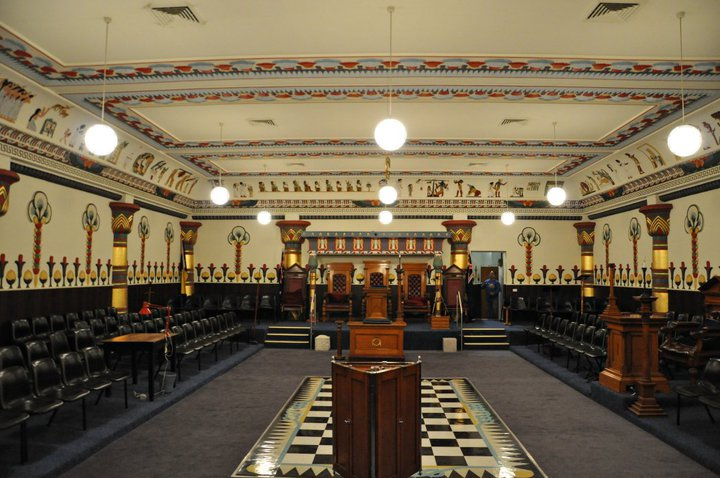
Il tempio egiziano della Freemason Hall in Australia, 2014. Le colonne sui due lati sono palmiformi.

### Pratica e Organizzazione Contemporanea

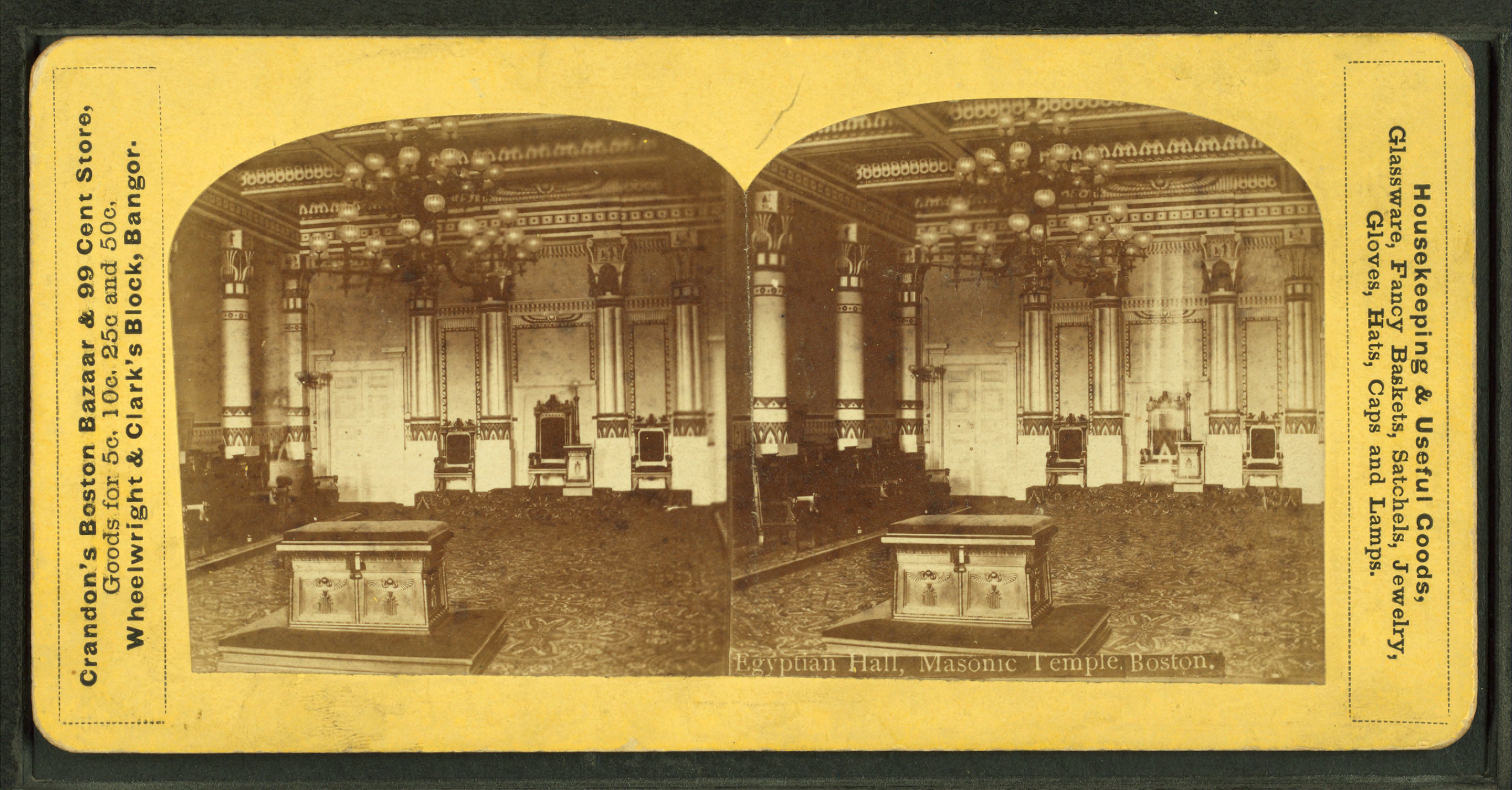
Vista stereoscopica del 1867 della sala egiziana nel tempio massonico di Boston.

Dal 2012, circa 175 logge in Francia praticano il Rito di Memphis-Misraïm, di cui 40 operano sotto il Grand Orient de France. Il rito mantiene una caratteristica unica nella pratica massonica: la sua filiazione può essere trasmessa attraverso un singolo individuo, maschio o femmina, una volta che raggiungono determinati gradi (90° per Misraïm, 95° per Memphis-Misraïm). Questa caratteristica ha portato sia a una maggiore flessibilità nell'istituzione di nuovi rami, sia a sfide nella verifica della legittimità.
Oltre alle logge organizzate, esiste un numero indeterminato di logge indipendenti che praticano riti egiziani, inclusa una loggia di ricerca e studio a Parigi che ha ripristinato il rituale del 1838 di Marconis de Nègre. Il rito continua a essere praticato da numerose obbedienze in tutto il mondo, mantenendo il suo distintivo focus sugli elementi culturali egiziani e sulla relazione tra l'umanità e il sacro.

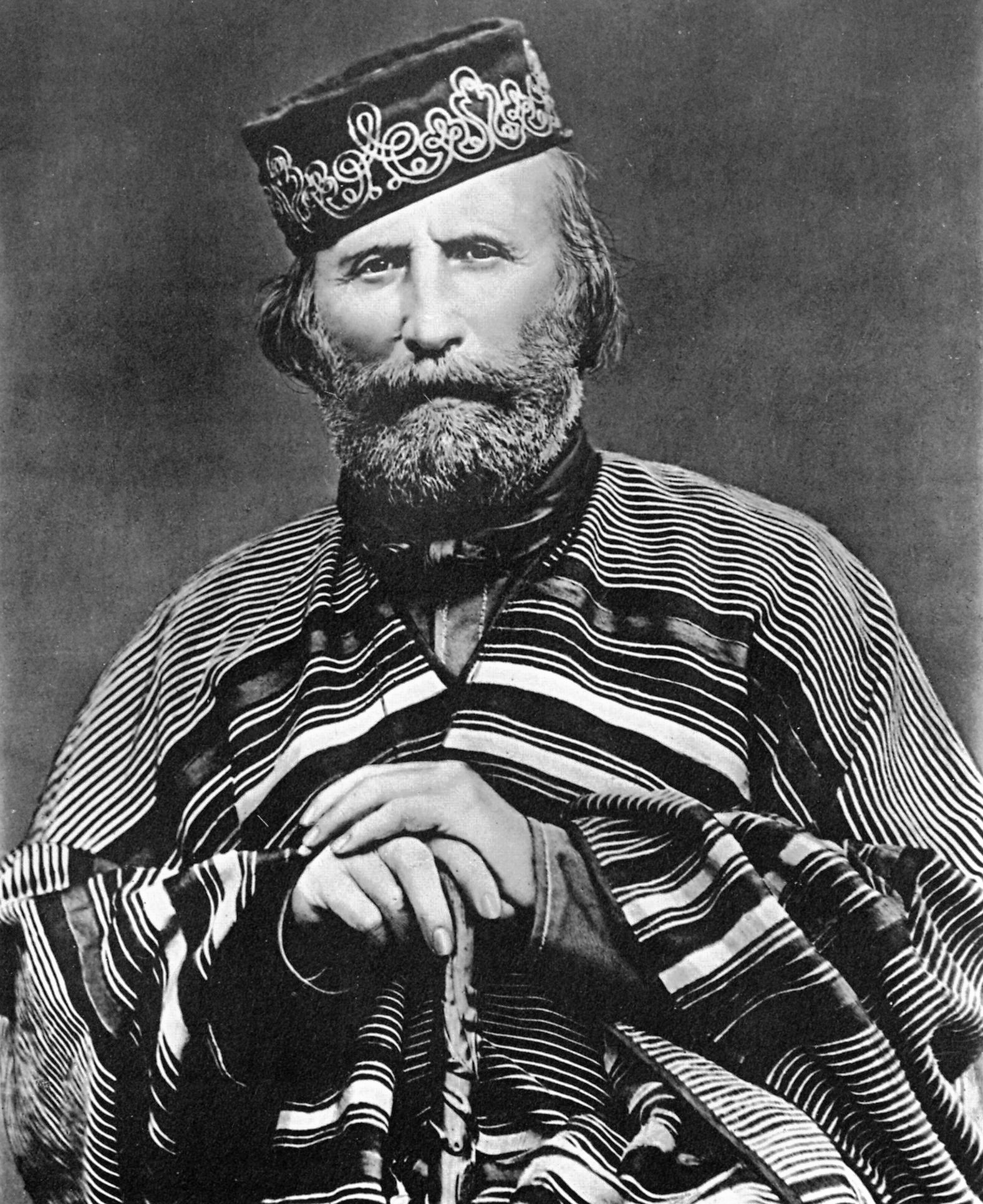
Giuseppe Garibaldi, "Gran Ierofante" nel 1881 dei due riti uniti, "Memphis e Misraim".

### Fondamenti Filosofici
I riti egiziani si differenziano fondamentalmente dalle altre tradizioni massoniche per la loro profonda connessione con la cultura egiziana, concentrandosi particolarmente sulla relazione dell'umanità con il sacro. Essi preservano la distinzione antica egiziana tra "vero" e "reale", cercando di rivivere i misteri antichi all'interno di un quadro massonico. Questo approccio filosofico ha contribuito a mantenere il carattere unico del rito, adattandolo nel contempo alla pratica massonica moderna.
La pratica contemporanea del Memphis-Misraïm continua a riflettere questo patrimonio filosofico, enfatizzando sia la conoscenza esoterica che la saggezza pratica. Il rito mantiene la sua posizione come un ponte unico tra i misteri egiziani antichi e la tradizione massonica moderna, sebbene la sua pratica si sia evoluta significativamente dalle origini del XVIII e XIX secolo.

## Gradi del Rito Antico e Primitivo di Memphis nel sistema a 99 gradi
I tradizionali 99 gradi del rito.
| Grado                   | Titolo                                                                | Descrizione                                          | Classe                  | Note                            |
| Loggia Simbolica        | Loggia Simbolica                                                      | Loggia Simbolica                                     | Loggia Simbolica        | Loggia Simbolica                |
| ----------------------- | --------------------------------------------------------------------- | ---------------------------------------------------- | ----------------------- | ------------------------------- |
| 1°                      | Apprendista Massone                                                   | Primo grado della Massoneria                         | Loggia Simbolica        | Deve essere conferito in Loggia |
| 2°                      | Compagno Massone                                                      | Secondo grado della Massoneria                       | Loggia Simbolica        | Deve essere conferito in Loggia |
| 3°                      | Maestro Massone                                                       | Terzo grado della Massoneria                         | Loggia Simbolica        | Deve essere conferito in Loggia |
| Logge di Perfezione     |                                                                       |                                                      |                         |                                 |
| 4°                      | Maestro Segreto                                                       | Insegna la verità e l'esistenza di un Dio            | Loggia di Perfezione    | —                               |
| 5°                      | Maestro Perfetto                                                      | Insegna l'amore di Dio per la razza umana            | Loggia di Perfezione    | Deve essere conferito in Loggia |
| 6°                      | Segretario Intimo                                                     | Sviluppa e prova la dottrina dell'immortalità        | Loggia di Perfezione    | Deve essere conferito in Loggia |
| 7°                      | Provveditore e Giudice                                                | Insegna la giustizia come conseguenza divina         | Loggia di Perfezione    | Deve essere conferito in Loggia |
| 8°                      | Intendente degli Edifici                                              | Insegna la necessità dell'ordine                     | Loggia di Perfezione    | —                               |
| 9°                      | Maestro Eletto di Nove                                                | Insegna la corretta amministrazione della giustizia  | Loggia di Perfezione    | Deve essere conferito in Loggia |
| 10°                     | Illustre Eletto di Quindici                                           | Insegna la corretta governance                       | Loggia di Perfezione    | —                               |
| 11°                     | Sublime Cavaliere Eletto                                              | Insegna la rappresentanza legislativa                | Loggia di Perfezione    | —                               |
| 12°                     | Gran Maestro Architetto                                               | Insegna il valore del lavoro                         | Loggia di Perfezione    | —                               |
| 13°                     | Arco Reale                                                            | Studia la conoscenza divina                          | Loggia di Perfezione    | Deve essere conferito in Loggia |
| 14°                     | Gran Eletto della Volta Sacra (chiamato Jacques VI o Massone Sublime) | Ricompense del lavoro massonico                      | Loggia di Perfezione    | Deve essere conferito in Loggia |
| Capitoli                |                                                                       |                                                      |                         |                                 |
| 15°                     | Cavaliere dell'Est o della Spada                                      | Insegna speranza e fede                              | Capitolo                | —                               |
| 16°                     | Principe di Gerusalemme                                               | Insegna la dottrina massonica eterna                 | Capitolo                | —                               |
| 17°                     | Cavaliere dell'Est e dell'Ovest                                       | Insegna lo spirito pionieristico                     | Capitolo                | —                               |
| 18°                     | Sublime Principe Rose-Croix                                           | Eredità intellettuale                                | Capitolo                | Deve essere conferito in Loggia |
| Senati                  |                                                                       |                                                      |                         |                                 |
| 19°                     | Gran Pontefice o Sublime Massone Scozzese della Gerusalemme Celeste   | Insegna la tolleranza civile e religiosa             | Senato                  | —                               |
| 20°                     | Cavaliere del Tempio                                                  | Insegna la necessità di cautela                      | Senato                  | —                               |
| 21°                     | Cavaliere Noachita o Cavaliere Prussiano                              | Insegna la difesa della verità                       | Senato                  | —                               |
| 22°                     | Cavaliere dell'Arco Reale o Principe del Libano                       | Insegna la vigilanza                                 | Senato                  | —                               |
| 23°                     | Capo del Tabernacolo                                                  | Studia la dottrina sacra                             | Senato                  | —                               |
| 24°                     | Principe del Tabernacolo                                              | Insegna l'opposizione al settarismo                  | Senato                  | —                               |
| 25°                     | Cavaliere del Serpente di Bronzo                                      | Insegna la libertà e l'uguaglianza                   | Senato                  | Deve essere conferito in Loggia |
| 26°                     | Trinitario Scozzese o Principe della Misericordia                     | Insegna l'alleanza filosofica                        | Senato                  | —                               |
| 27°                     | Gran Comandante del Tempio                                            | Insegna la pace universale                           | Senato                  | —                               |
| 28°                     | Cavaliere del Sole o Principe Adepto                                  | Mostra il risultato della dottrina massonica         | Senato                  | Deve essere conferito in Loggia |
| 29°                     | Gran Cavaliere Scozzese di San Andrea di Scozia, Principe della Luce  | Insegna la perseveranza                              | Senato                  | —                               |
| Areopagi e Tribunali    |                                                                       |                                                      |                         |                                 |
| 30°                     | Gran Cavaliere Eletto Kadosh, Cavaliere dell'Aquila Bianca e Nera     | Insegna la difesa dei diritti                        | Areopago                | Deve essere conferito in Loggia |
| 31°                     | Gran Ispettore Inquisitore Comandante                                 | Si concentra sulla giustizia massonica               | Areopago                | Deve essere conferito in Loggia |
| 32°                     | Sublime Principe del Segreto Reale                                    | Studia la metafisica                                 | Areopago                | Deve essere conferito in Loggia |
| 33°                     | Sovrano Gran Ispettore Generale                                       | Insegna i diritti divini                             | Areopago                | Deve essere conferito in Loggia |
| Gran Consistori         |                                                                       |                                                      |                         |                                 |
| 34°                     | Cavaliere di Scandinavia                                              | Studia la mitologia norrena                          | Gran Consistoro         | Deve essere conferito in Loggia |
| 35°                     | Sublime Comandante del Tempio                                         | Studia i misteri del Tempio                          | Gran Consistoro         | Deve essere conferito in Loggia |
| 36°                     | Sublime Negoziante                                                    | Studia la geometria e l'astronomia                   | Gran Consistoro         | Deve essere conferito in Loggia |
| 37°                     | Cavaliere di Shota (Adepto della Verità)                              | Studia le antiche iniziative                         | Gran Consistoro         | Deve essere conferito in Loggia |
| 38°                     | Sublime Eletto della Verità                                           | Studia i misteri antichi                             | Gran Consistoro         | Deve essere conferito in Loggia |
| 39°                     | Gran Eletto degli Eoni                                                | Studia l'economia divina                             | Gran Consistoro         | —                               |
| 40°                     | Saggio Sivaista (Saggio Perfetto)                                     | Studia le leggi naturali                             | Gran Consistoro         | —                               |
| 41°                     | Cavaliere dell'Arcobaleno                                             | Studia il simbolismo solare                          | Gran Consistoro         | —                               |
| 42°                     | Principe della Luce                                                   | Studia la purezza e la giustizia                     | Gran Consistoro         | —                               |
| 43°                     | Sublime Saggio Ermetico                                               | Studia il simbolismo della nascita e della morte     | Gran Consistoro         | —                               |
| 44°                     | Gran Principe Reale della Massoneria                                  | Studi di giustizia universale                        | Gran Consistoro         | —                               |
| 45°                     | Principe della Luce Universale                                        | Insegna la saggezza e la morale                      | Gran Consistoro         | —                               |
| 46°                     | Sublime Cavaliere della Luce                                          | Studia l'illuminazione filosofica                    | Gran Consistoro         | —                               |
| 47°                     | Cavaliere dell'Aquila Celeste                                         | Studia la dottrina massonica universale              | Gran Consistoro         | —                               |
| 48°                     | Gran Capo Supremo dell'Ordine                                         | Studia la dottrina massonica assoluta                | Gran Consistoro         | —                               |
| Sublimi Gran Consistori |                                                                       |                                                      |                         |                                 |
| 49°                     | Gran Consigliere Reale                                                | Studia la massoneria spirituale                      | Sublime Gran Consistoro | —                               |
| 50°                     | Supremo Principe Reale                                                | Studia la fede universale                            | Sublime Gran Consistoro | —                               |
| 51°                     | Gran Maestro della Luce                                               | Studia il destino e l'universo                       | Sublime Gran Consistoro | —                               |
| 52°                     | Cavaliere dell'Universo                                               | Studia la natura dell'ordine universale              | Sublime Gran Consistoro | —                               |
| 53°                     | Gran Maresciallo delle Legioni                                        | Studia la protezione e la difesa                     | Sublime Gran Consistoro | —                               |
| 54°                     | Gran Proconsule del Grande Oriente                                    | Studia la geopolitica e le leggi universali          | Sublime Gran Consistoro | —                               |
| 55°                     | Sublime Principe del Tempio                                           | Studia la difesa del tempio universale               | Sublime Gran Consistoro | —                               |
| 56°                     | Supremo Cavaliere Reale della Luce                                    | Studia la libertà e l'equilibrio                     | Sublime Gran Consistoro | —                               |
| 57°                     | Gran Consigliere delle Regioni                                        | Studia l'armonia e la pace universale                | Sublime Gran Consistoro | —                               |
| 58°                     | Supremo Direttore delle Leggi Celesti                                 | Studia il potere delle leggi celesti                 | Sublime Gran Consistoro | —                               |
| 59°                     | Supremo Custode dell'Ordine Celeste                                   | Studia l'iniziazione universale                      | Sublime Gran Consistoro | —                               |
| 60°                     | Cavaliere Imperiale di Memphis                                        | Studia la sovranità universale                       | Sublime Gran Consistoro | —                               |
| Consigli di Gerarchia   |                                                                       |                                                      |                         |                                 |
| 61°                     | Gran Maestro dell'Ordine di Memphis                                   | Studia il concetto di ordine universale              | Consiglio di Gerarchia  | —                               |
| 62°                     | Gran Maestro dell'Ordine di Gerusalemme                               | Studia la costruzione di un nuovo ordine             | Consiglio di Gerarchia  | —                               |
| 63°                     | Cavaliere della Luce Celeste                                          | Studia il concetto di divinità universale            | Consiglio di Gerarchia  | —                               |
| 64°                     | Gran Cancelliere dell'Ordine                                          | Studia le leggi divine e la giustizia universale     | Consiglio di Gerarchia  | —                               |
| 65°                     | Cavaliere della Luce Solare                                           | Studia la dottrina cosmologica                       | Consiglio di Gerarchia  | —                               |
| 66°                     | Sublime Maestro della Legge Universale                                | Studia le leggi eterne                               | Consiglio di Gerarchia  | —                               |
| 67°                     | Gran Architetto Universale                                            | Studia il disegno dell'universo                      | Consiglio di Gerarchia  | —                               |
| 68°                     | Supremo Custode dei Templi Universali                                 | Studia la sacralità dell'ordine universale           | Consiglio di Gerarchia  | —                               |
| 69°                     | Cavaliere della Legge Celeste                                         | Studia la morale celeste                             | Consiglio di Gerarchia  | —                               |
| 70°                     | Gran Giudice Supremo                                                  | Studia l'idea di giustizia universale                | Consiglio di Gerarchia  | —                               |
| 71°                     | Cavaliere della Luce Solare                                           | Studia la perfezione del cosmo                       | Consiglio di Gerarchia  | —                               |
| 72°                     | Supremo Consigliere Reale                                             | Studia la pace universale                            | Consiglio di Gerarchia  | —                               |
| 73°                     | Cavaliere dell'Unione Universale                                      | Studia la teologia universale                        | Consiglio di Gerarchia  | —                               |
| 74°                     | Gran Consigliere Supremo                                              | Studia la perfezione dell'ordine universale          | Consiglio di Gerarchia  | —                               |
| 75°                     | Cavaliere dell'Ordine Celeste                                         | Studia l'universo come entità unica                  | Consiglio di Gerarchia  | —                               |
| 76°                     | Supremo Cavaliere dei Templi Celesti                                  | Studia la storia universale                          | Consiglio di Gerarchia  | —                               |
| 77°                     | Cavaliere del Cosmo                                                   | Studia la conoscenza universale                      | Consiglio di Gerarchia  | —                               |
| 78°                     | Gran Consigliere delle Leggi Celesti                                  | Studia la conoscenza assoluta                        | Consiglio di Gerarchia  | —                               |
| 79°                     | Gran Maestro della Luce Universale                                    | Studia la dottrina universale                        | Consiglio di Gerarchia  | —                               |
| 80°                     | Gran Principe della Legge Universale                                  | Studia la filosofia universale                       | Consiglio di Gerarchia  | —                               |
| 81°                     | Supremo Gran Consigliere Universale                                   | Studia la natura e il senso dell'esistenza           | Consiglio di Gerarchia  | —                               |
| 82°                     | Cavaliere del Sole Universale                                         | Studia la religione universale                       | Consiglio di Gerarchia  | —                               |
| 83°                     | Gran Consigliere Reale Celeste                                        | Studia la filosofia universale                       | Consiglio di Gerarchia  | —                               |
| 84°                     | Cavaliere della Saggezza Universale                                   | Studia la scienza dell'universo                      | Consiglio di Gerarchia  | —                               |
| 85°                     | Cavaliere della Verità Universale                                     | Studia il concetto di verità universale              | Consiglio di Gerarchia  | —                               |
| 86°                     | Supremo Cavaliere della Luce Universale                               | Studia il destino universale                         | Consiglio di Gerarchia  | —                               |
| 87°                     | Supremo Gran Maestro della Luce                                       | Studia il futuro dell'umanità                        | Consiglio di Gerarchia  | —                               |
| 88°                     | Supremo Consigliere dei Templi Universali                             | Studia la pace universale                            | Consiglio di Gerarchia  | —                               |
| 89°                     | Cavaliere dell'Ordine Universale                                      | Studia l'equilibrio universale                       | Consiglio di Gerarchia  | —                               |
| 90°                     | Cavaliere della Luce Universale                                       | Studia l'amore universale                            | Consiglio di Gerarchia  | —                               |
| 91°                     | Gran Cavaliere della Luce Universale                                  | Studia la saggezza universale                        | Consiglio di Gerarchia  | —                               |
| 92°                     | Cavaliere Supremo del Destino Universale                              | Studia la verità universale                          | Consiglio di Gerarchia  | —                               |
| 93°                     | Cavaliere della Pace Universale                                       | Studia la perfezione dell'universo                   | Consiglio di Gerarchia  | —                               |
| 94°                     | Supremo Gran Cavaliere della Luce Universale                          | Studia la perfezione universale                      | Consiglio di Gerarchia  | —                               |
| 95°                     | Gran Maestro dei Templi Universali                                    | Studia la conoscenza universale                      | Consiglio di Gerarchia  | —                               |
| 96°                     | Cavaliere della Luce Celeste                                          | Studia la filosofia divina                           | Consiglio di Gerarchia  | —                               |
| 97°                     | Supremo Cavaliere della Saggezza Universale                           | Studia la luce dell'universo                         | Consiglio di Gerarchia  | —                               |
| 98°                     | Supremo Cavaliere della Verità Universale                             | Studia la verità universale                          | Consiglio di Gerarchia  | —                               |
| 99°                     | Gran Cavaliere Supremo Universale                                     | Studia il raggiungimento della perfezione universale | Consiglio di Gerarchia  | —                               |

### Classi di Gradi

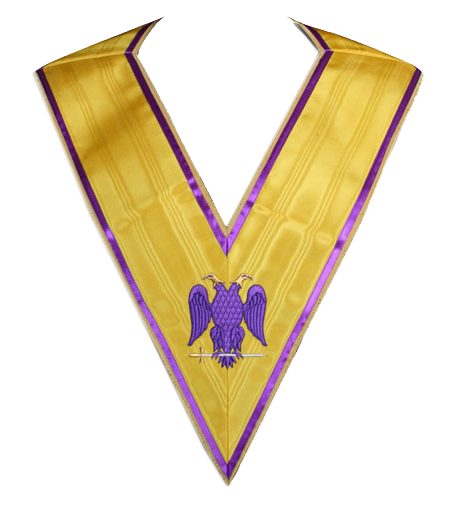
Collare del 95º grado del Rito Memphis-Misraïm.

- Loggia Simbolica (1°-3°)
- Logge di Perfezione (4°-14°)
- Capitoli (15°-18°)
- Senati (19°-29°)
- Areopagi e Tribunali (30°-33°)
- Gran Consistori (34°-71°)
- Gran Consigli (72°-90°)
- Gran Tribunali (91°)
- Gran Templi Mistici (92°-94°)
- Santuari Sovrani (95°-99°)

## Sistema dei Gradi a 33 gradi del Rito Memphis-Misraim o Egiziano
Come praticato al Grand Orient de France in seguito all'accordo di fusione del 1862 con Marconis de Nègre.
| Grado                            | Titolo                                 | Note                             |                                  |                                  |
| Loggia Simbolica Azzurra (1°-3°) | Loggia Simbolica Azzurra (1°-3°)       | Loggia Simbolica Azzurra (1°-3°) | Loggia Simbolica Azzurra (1°-3°) | Loggia Simbolica Azzurra (1°-3°) |
| -------------------------------- | -------------------------------------- | -------------------------------- | -------------------------------- | -------------------------------- |
| 1°                               | Apprendista Massone                    | Deve essere conferito in Loggia  |                                  |                                  |
| 2°                               | Compagno Massone                       | Deve essere conferito in Loggia  |                                  |                                  |
| 3°                               | Maestro Massone                        | Deve essere conferito in Loggia  |                                  |                                  |
| Collegi Egiziani (4°-30°)        |                                        |                                  |                                  |                                  |
| 4°                               | Maestro Discreto                       | —                                |                                  |                                  |
| 5°                               | Sublime Maestro – Maestro degli Angoli | —                                |                                  |                                  |
| 6°                               | Cavaliere dell'Arco Sacro              | —                                |                                  |                                  |
| 7°                               | Cavaliere della Volta Segreta          | —                                |                                  |                                  |
| 8°                               | Cavaliere della Spada                  | —                                |                                  |                                  |
| 9°                               | Cavaliere di Gerusalemme               | —                                |                                  |                                  |
| 10°                              | Cavaliere dell'Oriente                 | —                                |                                  |                                  |
| 11°                              | Cavaliere Rosacroce                    | —                                |                                  |                                  |
| 12°                              | Cavaliere dell'Aquila Rossa            | Deve essere conferito in Loggia  |                                  |                                  |
| 13°                              | Cavaliere del Tempio                   | —                                |                                  |                                  |
| 14°                              | Cavaliere del Tabernacolo              | —                                |                                  |                                  |
| 15°                              | Cavaliere del Serpente                 | —                                |                                  |                                  |
| 16°                              | Cavaliere Kadosh                       | —                                |                                  |                                  |
| 17°                              | Cavaliere del Mistero Reale            | —                                |                                  |                                  |
| 18°                              | Gran Ispettore                         | —                                |                                  |                                  |
| 19°                              | Saggio della Verità                    | —                                |                                  |                                  |
| 20°                              | Filosofo Ermetico                      | Deve essere conferito in Loggia  |                                  |                                  |
| 21°                              | Patriarca Gran Installatore            | —                                |                                  |                                  |
| 22°                              | Patriarca Gran Consacrante             | —                                |                                  |                                  |
| 23°                              | Patriarca Gran Eulogista               | —                                |                                  |                                  |
| 24°                              | Patriarca della Verità                 | —                                |                                  |                                  |
| 25°                              | Patriarca dei Pianeti                  | —                                |                                  |                                  |
| 26°                              | Patriarca dei Veda Sacri               | —                                |                                  |                                  |
| 27°                              | Maestro Egiziano – Patriarca di Iside  | Deve essere conferito in Loggia  |                                  |                                  |
| 28°                              | Patriarca di Memphis                   | —                                |                                  |                                  |
| 29°                              | Patriarca della Città Mistica          | —                                |                                  |                                  |
| 30°                              | Sublime Maestro della Grande Opera     | Deve essere conferito in Loggia  |                                  |                                  |
| Accademia Egiziana (31°-32°)     |                                        |                                  |                                  |                                  |
| 31°                              | Gran Difensore del Rito                | Deve essere conferito in Loggia  |                                  |                                  |
| 32°                              | Principe di Memphis                    | Deve essere conferito in Loggia  |                                  |                                  |
| Santuario Sovrano (33°)          |                                        |                                  |                                  |                                  |
| 33°                              | Patriarca Gran Conservatore (A∴A∴)     | Deve essere conferito in Loggia  |                                  |                                  |

- Questo sistema rappresenta la versione condensata a 33 gradi stabilita dall'accordo di fusione del 1862
- I gradi contrassegnati in rosa devono essere conferiti tramite iniziativa cerimoniale completa
- Gli altri gradi possono essere comunicati senza cerimonia speciale
- Il sistema è diviso in quattro sezioni principali:
  - Loggia Azzurra (1°-3°)
  - Collegi Egiziani (4°-30°)
  - Accademia Egiziana (31°-32°)

## Membri prominenti
Alcune delle figure più importanti dell'occultismo europeo sono state associate al Rito, tra cui i francesi Gerard Encausse (Papus), Charles Detré (Teder), Jean Bricaud, Constant Chevillon, Charles-Henry Dupont e Robert Ambelain, e gli italiani Giuliano Kremmerz e Giustiniano Lebano. Come mostrato, Michael Bertiaux è stato anche una figura principale, sebbene pragmaticamente silenziosa, nel Rito. Il Gran Maestro Nazionale in Germania dal 1906 al 1914 è stato Rudolf Steiner, e il fondatore della Thule Society, Adam Alfred Rudolf Glauer (Rudolf von Sebottendorf), divenne iniziato mentre viveva in Turchia. Anche il fondatore tedesco della Fraternitas Rosicruciana Antiqua, Arnold Krumm-Heller, è stato associato. Aleister Crowley, un tempo affiliato con il rito nella sua versione abbreviata utilizzata dall'Ordo Templi Orientis, è stato anch'esso associato al Rito. Negli Stati Uniti, Harvey Spencer Lewis, fondatore dell'Ordine Mistico Antico della Rosa Croce AMORC, è stato anche associato al Rito.

## Gran Ierofanti Universali
- Giuseppe Garibaldi (1881–1882)
- Giambattista Pessina (1882–1900)
- Ferdinando Francesco degli Oddi (1900–1902)
- John Yarker (1902–1913)
- Theodor Reuss (1913–1923)